# Ludwig Trautmann
Ludwig Trautmann est un acteur allemand né le 22 novembre 1885 et mort le 24 janvier 1957. Il a joué dans une soixantaine de films.

## Filmographie partielle
- 1917 : Le Mariage de Louise Rohrbach (Die Ehe der Luise Rohrbach) de Rudolf Biebrach
- 1918 : Ferdinand Lassalle
- 1932 : Die elf Schill'schen Offiziere